# 6873 Tasaka
A 6873 Tasaka (ideiglenes jelöléssel 1993 HT1) a Naprendszer kisbolygóövében található aszteroida. Endate Kin és Vatanabe Kazuró fedezte fel 1993. április 21-én.